# Hildebold
Pour les articles homonymes, voir Hildebald.

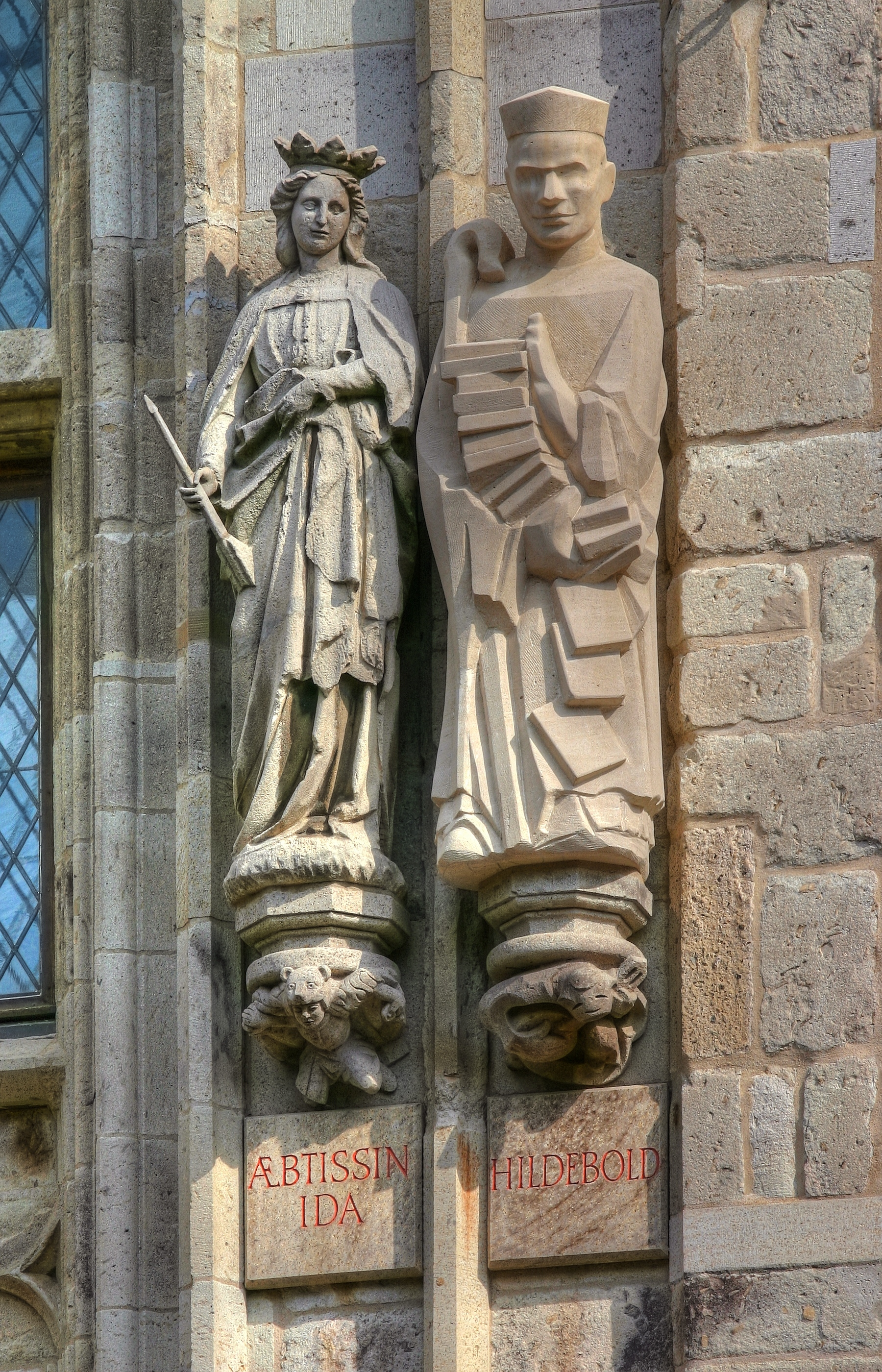
Ida & Hildebold

Hildebold fut évêque de Cologne de 787 à 795, puis archevêque de la ville de 795 à sa mort (3 septembre 818).

## Biographie
Ami de Charlemagne, Hildebold devient en 791 archichapelain et chancelier de l'Empire. Il est exempté de l'obligation de résidence au siège épiscopal de Cologne par le pape Adrien Ier. Le pape élève en 795 Cologne au statut d'archiépiscopat, dont dépendent les diocèses d'Utrecht, de Liège, de Münster, de Minden, d'Osnabrück et de Brême. Hildebold entame l'agrandissement de la cathédrale de Cologne, qui ne sera achevé qu'en 870. En 805, il rencontre le premier évêque de Münster, saint Ludger.
L'amitié entre Charles et Hildebold est entourée de légende. Ils se seraient rencontrés lors d'une chasse de l'Empereur à Cologne. Ayant besoin de repos, Charles se serait arrêté dans une petite chapelle, et l'aurait vue se remplir de fidèles venus écouter le sermon d'Hildebold. Charles aurait été tellement impressionné par celui-ci qu'il aurait immédiatement effectué un don en or à la chapelle. Croyant que Charles était un chasseur, et non le roi, Hildebold aurait alors rejeté le cadeau et simplement demandé un morceau de cuir du prochain cerf tué, pour refaire la couverture de son livre de prières. Charles aurait été si impressionné de sa modestie qu'il aurait dès lors tenu le clerc en haute estime.
Hildebold est le premier témoin du testament de Charles, en 811. Avec l'archévêque Richulf, il préside le concile de Mayence de 813, dans l'abbaye Saint-Alban devant Mayence, et est chargé de préparer Louis à succéder à son père. À la mort de Charles, en 814, Hildebold participe au financement de la tombe d'Aix. Il prépare également le sacre de Louis par Étienne IV, à Reims.
Hildebold meurt le 3 septembre 818 et est inhumé en l'abbaye de Saint-Géron.

## Sources
- (en) Cet article est partiellement ou en totalité issu de l’article de Wikipédia en anglais intitulé « Hildebold » (voir la liste des auteurs).